# Robert Lang (wielrenner)
Robert Lang (Pully, 5 augustus 1917 – Schaffhausen, 16 augustus 1997) was een Zwitsers wielrenner. In 1942 werd hij nationaal kampioen veldrijden.

## Belangrijkste overwinningen
1939
- 3e etappe Ronde van Zwitserland
- Tour du Lac Léman

1942
- Nationaal kampioen veldrijden, Elite

1946
- Tour du Lac Léman
- 5e etappe deel a Ronde van Zwitserland